# 510-й истребительный авиационный полк
510-й истребительный авиационный полк (510-й иап) — воинская часть Военно-воздушных сил (ВВС) Вооружённых Сил РККА, принимавшая участие в боевых действиях Великой Отечественной войны.

## История наименований полка
За весь период своего существования полк менял своё наименование:
- 510-й истребительный авиационный полк;
- 510-й смешанный авиационный полк.

## История полка
510-й истребительный авиационный полк начал формироваться 4 сентября 1941 года на основе молодого лётно-технического состава выпускников авиационных школ в 4-м запасном истребительном авиаполку Орловского военного округа в г. Моршанск Тамбовской области по штату 015/174. Закончил формирование к 15 марта 1942 года. Личный состав полка с 4 октября 1941 года по 15 марта 1942 года осваивал истребители ЛаГГ-3.
По окончании формирования полк был включён в боевой состав ВВС 49-й армии Западного фронта. 19 марта 1942 года полк в составе ВВС 49-й армии вступил в боевые действия против фашистской Германии и её союзников на самолётах ЛаГГ-3, участвовавших в Ржевско-Вяземской операции. 29 марта 1942 года полк передан в состав 4-й ударной авиационной группы СВГК, действовавшей в подчинении штаба ВВС Западного фронта.
Первая известная воздушная победа полка в Отечественной войне одержана 6 апреля 1942 года: старший лейтенант Пушко в воздушном бою сбил немецкий истребитель Ме-109.
5 мая 1942 года полк переформирован в 510-й смешанный авиационный полк с оперативным подчинением штабу 49-й армии Западного фронта. В дальнейшем вёл боевую работу в составе 1-й воздушной армии Западного фронта.
В составе действующей армии полк находился с 19 марта 1942 года по 30 марта 1943 года.
30 марта 1943 года полк расформирован в составе 1-й воздушной армии Западного фронта.

### Командир полка
- капитан, майор Черкасов Константин Алексеевич[2], С 21.09.1941 по 22.08.1942 гг.

## В составе соединений и объединений
| Период        | Фронт (округ)           | армия               | дивизия                                      | примечание                                         |
| ------------- | ----------------------- | ------------------- | -------------------------------------------- | -------------------------------------------------- |
| 04.09.1941 г. | Орловский военный округ | ВВС округа          | 4-й запасной истребительный авиационный полк | Моршанск, ЛаГГ-3                                   |
| 15.03.1942 г. | Западный фронт          | 49-я армия          | ВВС 49-й армии                               | ЛаГГ-3                                             |
| 29.03.1942 г. | Западный фронт          | ВВС фронта          | 4-я ударная авиационная группа               | ЛаГГ-3                                             |
| 05.05.1942 г. | Западный фронт          | ВВС фронта          | 4-я ударная авиационная группа               | переформирован в смешанный полк, ЛаГГ-3, По-2, У-2 |
| 28.02.1943 г. | Западный фронт          | 1-я воздушная армия |                                              |                                                    |

## Отличившиеся воины полка
- Афонин Василий Максимович, подполковник в отставке, заместитель командира авиационной эскадрильи 510-го истребительного авиационного полка удостоен звания Герой России Указом Президента России от 2 мая 1996 года. Медалью Героя России под номером № 267 награждён посмертно.

## Лётчики-асы полка
| Фамилия, имя отчество     | Награды | Сбито самолётов (+ в группе) | Примечание |
| ------------------------- | ------- | ---------------------------- | --- |
| Афонин Василий Максимович |         | 14 + 3                       | Лётчик полка: март 1942 — июль 1942. Боевых вылетов: 487                                                                                               |
| Кикоть Николай Семёнович  |         | 7 + 7                        | Лётчик полка: март — май 1942. Боевых вылетов: 256; воздушных боёв: 53. Тяжело ранен в воздушном бою 20 октября 1943 г. Умер от ран 21 октября 1943 г. |

## Итоги боевой деятельности полка
Всего за годы Великой Отечественной войны полком:
| Выполнено боевых вылетов | Сбито самолётов в воздухе | Уничтожено самолётов всего |
| ------------------------ | ------------------------- | -------------------------- |
| 328                      | 1                         | 1                          |

Свои потери:
| Потеряно самолётов, всего    | Погибло лётчиков всего |
| ---------------------------- | ---------------------- |
| 7 (боевые — 4; небоевые — 3) | н/д                    |

## Самолёты на вооружении
| Период                  | Самолёты | Период                  | Самолёты |
| ----------------------- | -------- | ----------------------- | -------- |
| 15.03.1942 — 30.03.1943 | ЛаГГ-3   | 05.05.1942 — 30.03.1943 | По-2     |